# 특장기병 돌박
특장기병 돌박(일본어: 特装機兵ドルバック)은 후지 TV에서 방영된 로봇 애니메이션이다. 1983년 10월에서 1984년 7월에 걸쳐 방영되었다. 제작자는 아시 프로덕션이다.

## 줄거리
1999년 자신들의 별을 잃어버린 이데리아인들은 우주선을 타고 우주를 떠돌다가 살기에 알맞은 별인 지구를 발견하게 된다. 이에 이데리아 총수 제라는 바로 지구침략을 명하게 된다. 이데리아인의 침략에 맞서 조직된 지구연방군쪽은 인간이 착용하는 파워드 아머라는 무기에 의존하는 전력으로는 이데리아의 전투메카인 건라이드에 맞설 수 없음을 알고 고심하고 있었다. 부족한 전력이지만 지구연방군을 압도한 기술을 보여준 이데리아군은 몽블랑 산기슭에
거점을 두고 본격적인 지구침공을 개시한다. 이런 난국속에서 평범한 구조부대로 편성된 특수부대 돌백이 부각되기 시작한다. 일반 병기에서 사람모양 병기로 변신하는 배리어블머신을 다루는 세 명의 전사만이 이데리아의 특수무기에 맞대응할 수 있는 힘이 있었다.
전세가 교착상태에 빠지면서 이데리아 총수 제라와는 별도로 전 이데리아군 총사령관이었던 아모프와 연방군의 조사에 따라 이데리아인이 원래 지구인과 조상이 같은 인류임이 밝혀진다. 제라는 지구에 있던 옛 이데리아 대륙에 봉인된 힘을 손에 넣고 싶었던 것이다. 동족상잔을 막기 위해 이데리아 군기지로 향한 아모프는 죽고, 돌백의 에이스인 피엘도 치열한 전투끝에 목숨을 잃게 된다. 또한 제라 개인의 탐욕에 속았음을 안 이데리아군 신사령관 이델은 제라를 쓰러트렸다. 그러나 싸움은 끝나기 않았다. 사악한 혼의 집합체 제라는 이데리아 대륙의 봉인된 힘을 이용하여 부활을 노린 것이다. 돌백 부대의 분투로 이델리아 대륙으로 잠입한 연방군은 이데리아쪽의 무인기에 당해 코만도 베이스가 대파되고 마지막으로 살아남은 아로마만이 제라와 대결하게 된다. 제라와의 대결에서 이긴 아로마는 이후 어딘가로 사라졌다.